# Тацута (крейсер)

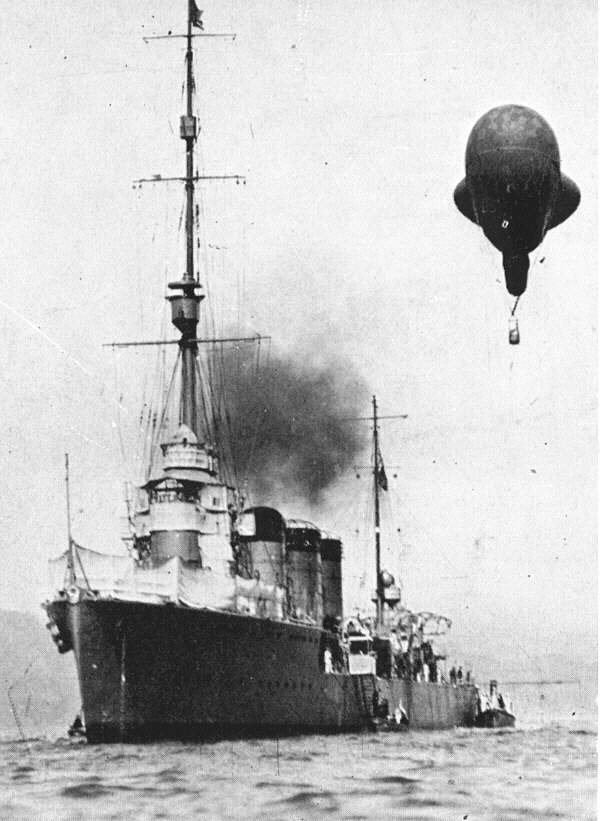
Крейсер «Тацута» у 1927 році

Тацута (Tatsuta, яп. 龍田) — легкий крейсер Імперського флоту Японії, який взяв участь у Другої світової війни.
Корабель, який став другим серед крейсерів типу «Тенрю», спорудили у 1919 році на верфі ВМФ у Сасебо.
19 березня 1924-го під час флотських навчань у районі Сасебо крейсер таранив та потопив підводний човен № 43, загинув весь екіпаж субмарини (згодом її підняли й відремонтували, потім відома як Ro-25).
У січні 1932-го Тацута опинився біля узбережжя Центрального Китаю, де за кілька діб до того в Шанхаї стались антияпонські заворушення. Командування імперського ВМФ зосередило біля цього промислового центру значний загін кораблів та висунуло ультиматум щодо виплати відшкодування за пошкоджене майно японських громадян. 28 січня японці розпочали бойові дії, які тривали більше ніж місяць та відомі як «Інцидент 28 січня» (можливо відзначити, що того ж 28 січня на півночі Китаю за підтримки Японії була проголошена маньчжурська держава). 8 лютого розпочалось бомбардування шанхайського форту Вусон, в якому взяли участь Тацута, ще один легкий крейсер Юбарі та щонайменше вісім есмінців. Обстріл тривав і весь наступний день.
У березні 1934-го Тацута знайшов та привів на буксирі до Сасебо торпедний катер «Томодзуру», який перевернувся через помилки у проєктуванні.
У травні 1938-го на тлі Другої японо-китайської війни Тацута залучили до операції заволодіння портом Амой (Сямень), розташованим біля південного входу до Тайванської протоки. Корабель належав до загону з 1 важкого крейсера, 4 легких крейсерів та 10 есмінців, який вранці 10 травня 1938-го розпочав бомбардування китайських позицій, що допомогло десанту морських піхотинців оволодіти Амоєм за дві доби.
Станом на літо 1941-го Тацута належав до 18-ї дивізії крейсерів, яка підпорядковувалась Четвертому флоту. Останній мав головну базу на атолі Трук у центральній частині Каролінських та на початковому етапі війни здійснив ряд операцій для розширення японського контролю в Мікронезії та вторгнення до Меланезії. Ще до початку бойових дій основні сили Четвертого флоту перейшли з Труку на атол Кваджелейн (Маршаллові острови).
8 грудня Тацута та ще два легкі крейсери і шість есмінців рушили з Кваджелейну для захоплення острова Вейк (вісім сотень кілометрів на північ від Маршаллових островів). Атака на Вейк відбулась 11 грудня, при цьому незначний гарнізон острова зміг завдати японському загону втрат та примусити до відступу, потопили два есмінці. У цьому бою Тацута зазнав лише незначних пошкоджень, коли ворожий винищувач обстріляв його з кулеметів та поцілив радіощоглу. 13 грудня японці повернулись на Кваджелейн.
Невдовзі Тацута вирушив до Вейку у складі значно потужнішого з'єднання, оскільки тепер японське командування додатково залучило 2 авіаносці й 6 важких крейсерів у супроводі 4 есмінців. Як наслідок, 23 грудня 1941-го гарнізон острова був примушений до капітуляції. 27 грудня Тацута повернувся на Кваджелейн, а 29 грудня 1941 — 3 січня 1942 пройшов звідси на Трук.
У середині січня 1942-го корабель залучили до операції заволодіння архіпелагом Бісмарка. 23 січня Тацута вийшов з Труку разом з іншим крейсером 18-ї дивізії «Тенрю» та трьома есмінцями, маючи завдання забезпечувати безпосередній супровід транспортів з десантом для захоплення Кавієнга на північному завершенні острова Нова Ірландія (згодом тут облаштують другу за значенням японську базу в архіпелазі). У ніч проти 23 січня відбулась висадка і за кілька годин японські морські піхотинці узяли Кавієнг під контроль.
3 лютого 1942-го крейсери 18-ї дивізії полишили Кавієнг та 9 лютого разом з 23-ю, 29-ю та 30-ю дивізіями ескадрених міноносців забезпечували висадку на півострові Сурумі (центральна частина південного узбережжя Нової Британії), де японці захопили невеличкий австралійський аеродром у Гасматі (після розширення його перетворили на резервний майданчик, призначений для забезпечення аварійних посадок літаків). 13 лютого Тацута і Тенрю полишили Гасмату і 18 числа прибули на Трук.
20 лютого 1942-го кораблі 18-ї дивізії та 3 важкі крейсери вийшли в море, готуючись до протидії ворожому авіаносному з'єднанню, яке виявили на початковому етапі рейду проти Рабаула. Враховуючи втрату ефекту несподіванки, американці відмовились від рейду, а японські крейсери 23 лютого повернулись на Трук. Тут зенітне озброєння Тацута посилили за рахунок двох спарених установок 25-мм автоматів.
2—5 березня 1942-го Тацута і Тенрю перейшли з Труку до Рабаула і невдовзі разом з легким крейсером Юбарі та шістьома есмінцями вирушили звідси для супроводу загону, який мав доправити десант на Нову Гвінею до Лае (на сході острова у глибині затоки Хуон). Висадка 8 березня не зустріла спротиву і тієї ж доби 18-та дивізія полишила цей район (можливо відзначити, що 10 березня інша частина загону стала ціллю для американської авіаносної авіації, унаслідок удару якої по Лае ряд допоміжних суден були втрачені, а половина бойових кораблів зазнала пошкоджень).
9 березня 1942-го Тацута і Тенрю прибули до Буки (порт на однойменному острові біля північного завершення значно більшого острова Бугенвіль). Протягом наступних кількох тижнів вони разом з 6-ю дивізією (важкі крейсери, залучені до операцій Четвертого флоту) здійснили ряд переходів за маршрутом Бука — Рабаул — Бука — прохід Мьове (район Кавієнга) — Рабаул, а 28 березня були залучені до операції, під час якої японці зайняли якірну стоянку Шортленд (прикрита групою невеликих островів Шортленд акваторія біля південного завершення острова Бугенвіль, де в подальшому під час кампанії на Соломонових островах до осені 1943-го знаходитиметься передова база легких сил та пункт перевалювання вантажів для їх подальшої відправки далі на схід) і порт Кієта (східне узбережжя Бугенвіля).
1 квітня 1942-го 18-та та 6-та дивізії крейсерів повернулись до Рабаула, потім перейшли до проходу Мьове, а 7—8 січня пройшли до острова Манус у групі островів Адміралтейства в межах операції осадження гарнізоном цього пункту, розташованого за шість сотень кілометрів на північний захід від Рабаула, поблизу комунікацій, що вели до архіпелагу Бісмарка з Труку та іншого важливого транспортного хабу Палау. У цій операції, так само як і у зайнятті Шортленду та Кієти, крейсерські сили супроводжували кораблі 30-ї дивізії ескадрених міноносців (одна з двох дивізій есмінців Четвертого флоту). 8—10 квітня всі крейсери здійснили перехід на Трук.
Через кілька тижнів Тацуту залучили до операції, яка мала за мету взяття під контроль центральних та східних Соломонових островів, а також Порт-Морсбі на оберненому до Австралії узбережжі Нової Гвінеї. 28 квітня він разом з Тенрю полишив Трук та попрямував на південь. 3 травня крейсери прикривали гідроавіаносці Камікава-Мару та Кійокава-Мару, що при підтримці двох переобладнаних канонерських човнів започаткували базу гідроавіації у Реката-Бей на північному узбережжі острова Санта-Ісабель. Невдовзі крейсери та Камікава-Мару попрямували через Соломонове море до архіпелагу Луїзіада (лежить біля південно-східного завершення Нової Гвінеї), де 7 березня на острові Дебойне розгорнули передову базу гідролітаків, звідки мали провадити розвідку в межах плану захоплення Порт-Морсбі. Втім, після битви авіаносців 8 травня в Кораловому морі операцію скасували і Тацута повернувся в район Рабаула.
Невдовзі Тацута спрямували на підсилення загону, який мав доправити десант на острови Науру та Оушен (до того вже здійснили одну спробу, проте в ніч проти 12 травня американський підводний човен потопив один з кораблів загону, що змусило інших відійти до острова Бугенвіль). 13 травня Тацута та інші кораблі рушили до Науру, проте 15 травня надійшло повідомлення про перебування у регіоні американського авіаносного з'єднання (це були авіаносці «Ентерпрайз» та «Хорнет», які не встигли прибути вчасно, щоб узяти участь у битві в Кораловому морі). На основі цієї інформації японці скасували операцію заволодіння Науру (лише в серпні, після висадки американців на Гуадалканалі, вони повернуться до питання розширення контролю на сході Мікронезії). 19 травня Тацута прибув до Рабаула, дозаправився та вирушив до Японії. 24 числа він прибув до Майдзуру та став на короткочасний доковий ремонт.
16—23 червня 1942-го Тацута разом з Тенрю (останній прибув на ремонт до Японії незадовго до Тацута) та двома важкими крейсерами Четвертого флоту здійснили перехід на Трук.
У середині липня 1942-го Тацута перебував у архіпелазі Бісмарка. 20 липня крейсери 18-ї дивізії разом з 3 есмінцями вийшли з Рабаула для прикриття транспортів, що мали доправити десант на Нову Гвінею в район Буни (східне узбережжя півострова Папуа), звідки японське командування розраховувало досягнути Порт-Морсбі суходолом. 21 липня загін досягнув пункту призначення та висадив війська, а 24 липня кораблі повернулись у Рабаул.
6 серпня 1942-го Тацута та 2 есмінці вирушили з Рабаула для супроводу кількох транспортів до Буни. Коли 7 серпня прийшли відомості про висадку союзників на сході Соломонових островів на Гуадалканалі конвой до Буни відкликали назад. Втім, 12 серпня 1942-го Тацута з тими ж есмінцями та двома із трьох транспортів попереднього конвою рушили до Нової Гвінеї. 13—14 числа загін здійснив висадку у Басабуа в районі Буни, а потім повернувся до Рабаула. 

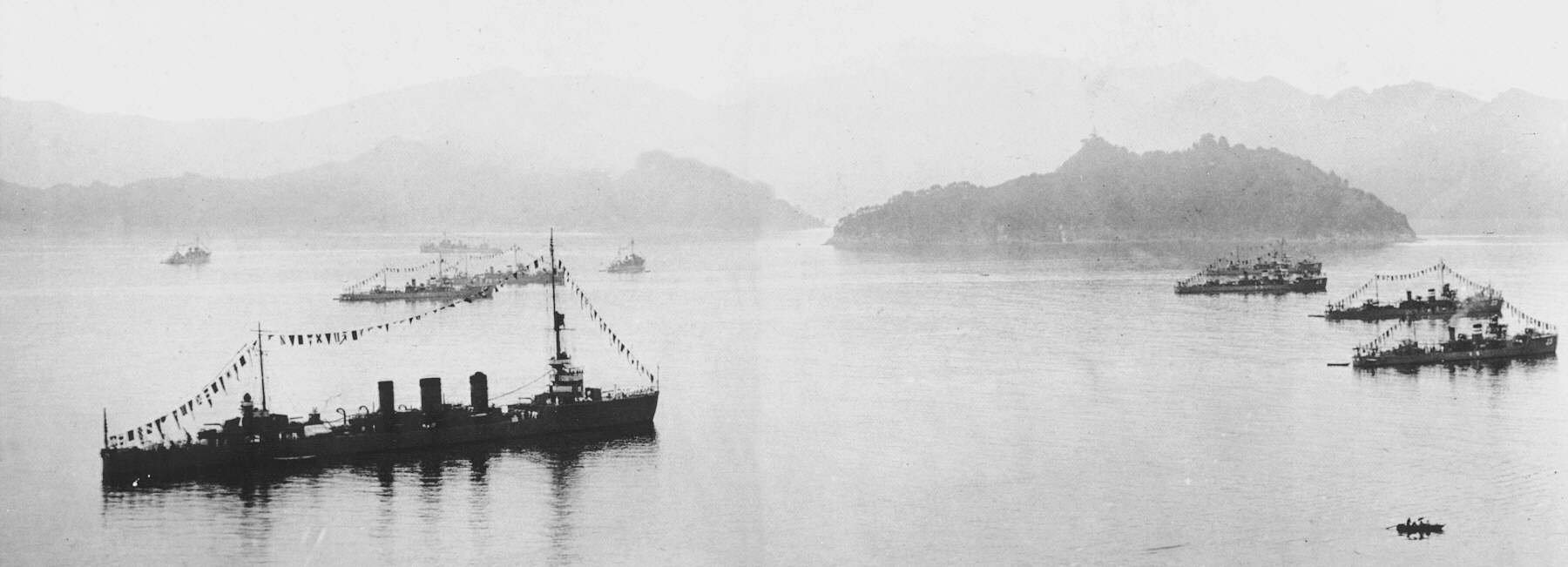
Крейсер «Тацута» у 1920-х роках

24 серпня 1942-го Тацута і Тенрю разом з 3 есмінцями вийшли з Рабаула для прикриття десанту у затоку Мілн-Бей на південно-східному завершенні Нової Гвінеї. Висадка відбулась 26 серпня, а за дві доби кораблі повернулись у Рабаул. Тим часом у Мілн-Бей японці неочікувано зустрілись на суходолі із сильним спротивом, і того ж 28 серпня Тацута і Тенрю разом з 3 есмінцями (але іншими, ніж у попередньому поході) рушили до району боїв, де 29 серпня висадили майже вісім сотень бійців 3-го батальйону морської піхоти ВМБ Куре. 30 серпня загін повернувся у Рабаул. В наступні кілька діб справи в Мілн-Бей йшли все гірше і після доповіді командира одного з есмінців, який здійснив туди транспортний рейс, японське командування ухвалило рішення про припинення операції. 4 вересня крейсери 18-ї дивізії попрямували з цією метою до Мілн-Бей, звідки в ніч з 5 на 6 вересня евакуювали залишки десанту. Під час цієї операції Тацута разом з есмінцем «Арасі» провів 6 вересня бомбардування пристані Гілі-Гілі (у глибині затоки Мілн) та потопив британське судно Anshun (3188 GRT, в 1944-му було підняте та використовувалось до 1962 року).
У другій половині вересня 1942-го для обох крейсерів 18-ї дивізії запланували спільну операцію із постановки мін біля острова Тулагі (в протоці північніше від Гуадалканалу). Тенрю прийняв на Труці міни та прибув до Рабаула, але у підсумку вивантажив тут цю амуніцію, оскільки Тацута не вдалось своєчасно забезпечити мінами.
6 жовтня 1942-го Тацута та 5 есмінців вийшов із Рабаула, маючи завдання доправити підкріплення на Гуадалканал. В ніч з 8  на 9 жовтня цей загін висадив на острові понад сім сотень військовослужбовців (і серед них командувача 17-ї армії). 17—18 жовтня відбувся ще один, значно більший рейс, в якому, окрім Тацута, взяли участь 2 інші легкі крейсери та 15 есмінців і висадили понад дві тисячі бійців.
2—5 листопада Тацута, який потребував ремонту керма, пройшов з Рабаулу до Труку, де перебував понад два місяці. Протягом цього періоду 18-ту дивізію розформували, а її кораблі передали у пряме підпорядкування Восьмому флоту (створений у Рабаулі для проведення операцій на Соломонових островах та Новій Гвінеї). Втім, Тацута так і не взяв участі у діях цього об'єднання, оскільки 12—18 січня 1943-го через все ті ж проблеми з кермом перейшов з Труку до Майдзуру.
Лише 28 березня 1943-го корабель завершив ремонт та за кілька діб прибув до Куре, де став флагманом 11-ї ескадри ескадрених міноносців. Протягом наступних шести місяців Тацута перебував у Внутрішньому Японському морі, провадячи навчання, а також черговий ремонт (12 серпня — 9 вересня). 8 червня 1943-го після вибуху, який призвів до загибелі лінкора «Муцу», човни з Тацута взяли участь у рятувальних роботах та підібрали 39 поранених моряків. У вересні крейсер взяв участь у випробуваннях (тестове ведення на буксирі) занурюваного контейнера постачання («Ункато»).

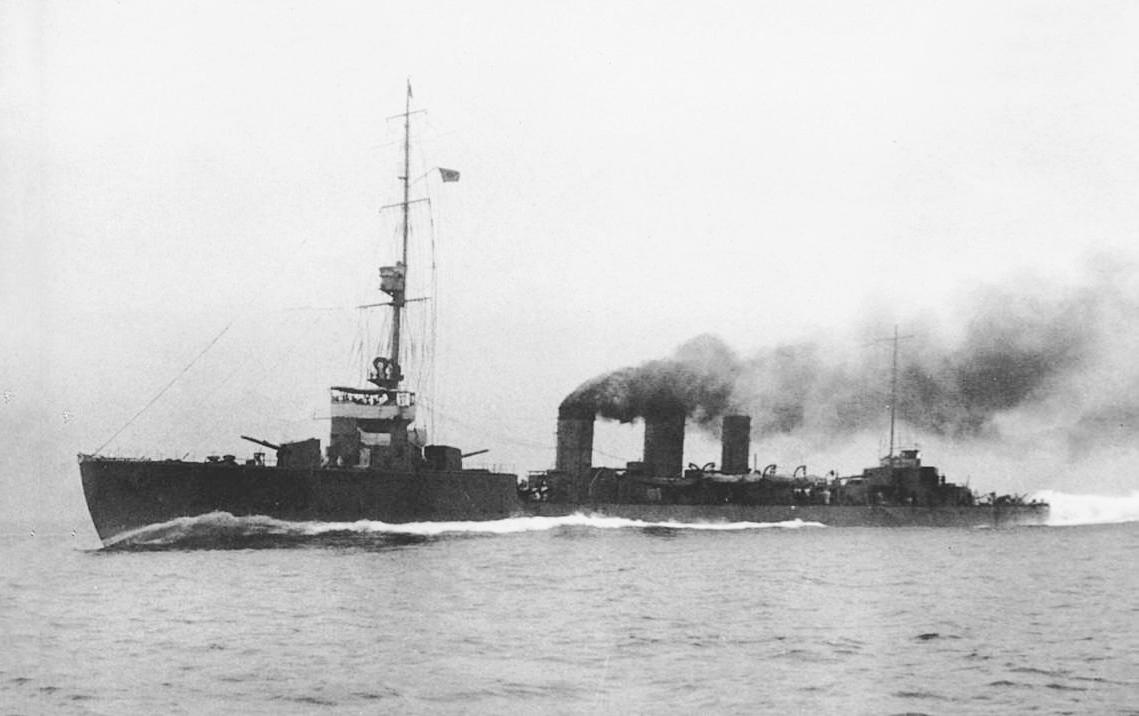
Крейсер «Тацута» у 1919

У жовтні 1943-го крейсер залучили до транспортної операції «Тей Го», яка мала за мету підсилення ряду гарнізонів у Мікронезії та Меланезії. 11 жовтня Тацута прийняв у порту Уджина військовослужбовців 52-ї піхотної дивізії (передусім зі 107-го піхотного полка) та перейшов до Саєкі (північно-східне узбережжя Кюсю). 15 жовтня він вирушив звідси в одному з ешелонів конвою «Тей № 3 Го», який 20 жовтня прибув на Трук. 22 жовтня Тацута та 3 есмінці, що разом з ним прийшли із Японії, рушили на схід Каролінського архіпелагу до острова Понапе, де 23 жовтня розвантажились та наступної доби повернулись на Трук. 26—28 жовтня ті ж кораблі здійснили другий рейс до Понапе і назад.
31 жовтня 1943-го Тацута вирушив до Японії у складі великого загону, який включав 2 лінкори та авіаносець (прибули на Трук разом з тим самим «Тей № 3 Го»), а також важкий крейсер та 4 есмінці. 6 листопада крейсер прибув до Токуями.
Протягом наступних кількох місяців Тацута ніс службу в Японії, а в березні 1944-го залучений до транспортної операції «Хігаші Мацу» (Higashi Matsu), яка передусім мала за мету підсилення гарнізонів Маріанських островів, що тепер належали до головного оборонного периметра імперії (на початку лютого 1944-го японське командування вивело з Труку основні сили флоту, а 17—18 лютого ця база зазнала розгрому при рейді американського авіаносного з'єднання). 12 березня Тацута рушив з Кісарадзу (Токійська затока) на Сайпан як флагманський корабель конвою «Хігаші Мацу № 2».
Вночі 13 березня за дві з половиною сотні кілометрів на південь від виходу з Токійської затоки американський підводний човен USS Sand Lance торпедував судно «Кокуйо-Мару». Тацута разом з кількома іншими кораблями ескорту почав пошуки субмарини, проте через якийсь час остання сама дала по крейсеру залп із чотирьох торпед. На Тацута помітили атаку, але запізно, коли торпеда була всього за півтори сотні метрів. Вона уразила корабель у районі машинних відділень, при цьому одразу затопило кормове, а за три години й носове. Тацута втратив енергію та далі осідав. Екіпаж боровся за живучість більш як десять годин, проте в підсумку був вимушений покинути крейсер, який невдовзі затонув. Під час атаки загинуло 26 членів екіпажу, решту врятували есмінці «Новакі» та «Удзукі».